# Liste der Baudenkmale in Bösel (Lüchow (Wendland))
In der Liste der Baudenkmale in Bösel (Lüchow (Wendland)) sind die Baudenkmale des niedersächsischen Dorfes Bösel aufgelistet. Der Stand der Liste ist der 21. Oktober 2021. Dies ist ein Teil der Liste der Baudenkmale in Lüchow (Wendland).
Die Quelle der IDs und der Beschreibungen ist der Denkmalatlas Niedersachsen.

## Allgemein
In den Spalten befinden sich folgende Informationen:
- Lage: die Adresse des Baudenkmales und die geographischen Koordinaten. Kartenansicht, um Koordinaten zu setzen. In der Kartenansicht sind Baudenkmale ohne Koordinaten mit einem roten Marker dargestellt und können in der Karte gesetzt werden. Baudenkmale ohne Bild sind mit einem blauen Marker gekennzeichnet, Baudenkmale mit Bild mit einem grünen Marker.
- Bezeichnung: Bezeichnung des Baudenkmales
- Beschreibung: die Beschreibung des Baudenkmales. Unter § 3 Abs. 2 NDSchG werden Einzeldenkmale und unter § 3 Abs. 3 NDSchG Gruppen baulicher Anlagen und deren Bestandteile ausgewiesen.
- ID: die Objekt-ID des Baudenkmales
- Bild: ein Bild des Baudenkmales, ggf. zusätzlich mit einem Link zu weiteren Fotos des Baudenkmals im Medienarchiv Wikimedia Commons. Wenn man auf das Kamerasymbol klickt, können Fotos zu Baudenkmalen aus dieser Liste hochgeladen werden:

## Baudenkmale

### Gruppe baulicher Anlagen
| Lage                                          | Bezeichnung                                               | Beschreibung | ID       | Bild |
| --------------------------------------------- | --------------------------------------------------------- | --- | -------- | ---- |
| Breite Straße 8 52° 56′ 30″ N, 11° 11′ 27″ O  | Hofanlage mit Einfriedung, Pflasterung, Baumbestand       | Die Hofanlage Breite Straße 8 in Bösel bestand ursprünglich aus drei – einen zentralen Hof umstehenden – Gebäuden. Erhalten haben sich das Wohnhaus und ein Stall. Das große Wohnhaus von 1902 liegt an der Straße, westlich davon befindet sich eine überdachte Einfahrt in einen gepflasterten Hof, der nach Süden vom 1882 errichteten Stallgebäude begrenzt wird. | 30828092 |      |
| Breite Straße 13 52° 56′ 31″ N, 11° 11′ 26″ O | Hofanlage mit Einfriedung                                 | Die Hofanlage Breite Straße 13 liegt nördlich der Straße. Sie besteht aus einem straßenseitig freistehenden Wohnhaus von 1895 mit schmiedeeiserner Umfriedung zur Straße, einer westlich davon platzierten Hofeinfahrt mit schmiedeeisernem Tor und zwei rückwärtigen Wirtschaftsgebäuden aus der Zeit um 1900. Es handelt sich hierbei um ein langgestrecktes Stallgebäude, das den Hof östlich abschließt, und eine Querscheune an der Nordseite des Hofes. Die Hofstelle 13 trug ehemals die Nummer 23. | 30828103 | BW   |
| Hauptstraße 1–4 52° 56′ 29″ N, 11° 11′ 18″ O  | Vier Hofanlagen mit Einfriedung, Pflasterung, Baumbestand | Die drei Hofanlagen Hauptstraße 1, 2 und 4 entstanden einheitlich nach einem Brand. Es handelt sich um große Vierständerbauten (Fachwerk mit Backsteinausfachung), die mit ihren Giebeln zur Hauptstraße ausgerichtet sind | 30828114 | BW   |
| Hauptstraße 8 52° 56′ 23″ N, 11° 11′ 20″ O    | Hofanlage mit Einfriedung                                 | Die Hofanlage liegt westlich der Hauptstraße. Ursprünglich bestand sie aus drei Bauten, die einen zentralen Hof umschlossen. Erhalten haben sich hiervon das an der Straße liegende Wohngebäude von 1904 sowie ein langer Stall südlich des gepflasterten Hofes aus der Zeit um 1900. | 30828125 | BW   |
| Hauptstraße 39 52° 56′ 28″ N, 11° 11′ 22″ O   | Hofanlage mit Einfriedung                                 | Die Hofanlage Hauptstraße 39 in Bösel besteht aus einem Wohn-/Wirtschaftsgebäude und einem in rechtem Winkel hierzu nördlich davon platzierten Stallgebäude. Die Hofanlage trug ehemals die Nummer 44. | 30828146 | BW   |
| Hauptstraße 52° 56′ 30″ N, 11° 11′ 22″ O      | Sankt-Georg-Kirche Bösel mit Grünanlage, Einfriedung      | Die St.-Georgs-Kirche in Bösel steht gegenüber dem übrigen Dorf leicht erhöht. Die Grünfläche mit altem Baumbestand wird dabei begrenzt um von einer Feldsteinmauer, die die Erhöhung abstützt. | 41408399 |      |

### Einzelobjekte
| Lage                                                   | Bezeichnung               | Beschreibung | ID       | Bild |
| ------------------------------------------------------ | ------------------------- | --- | -------- | ---- |
| Breite Straße 8 52° 56′ 30″ N, 11° 11′ 27″ O           | Wohnhaus                  | Reich gegliederter, zweigeschossiger Fach - werkbau mit Backsteinausfachung; üppiges Zierfachwerk; Walmdach in Schieferdeckung; markante Eckausbildungen straßenseitig durch Turm in der Nordostecke, Turmerker in der Nordwestecke und großem Mittelrisalit unter eigenem aus Holzsubstruktion auskragendem Krüppelwalmdach; hier Loggia im Obergeschoss. Hervorgehobene Eingangszone linksseitig mit vorgelegter Treppe und zeitgenössischer zweiflügeliger Haustür; auch zeitgenössische Fenster. Errichtet 1902 (i).                                        | 30872525 |      |
| Breite Straße 8 52° 56′ 29″ N, 11° 11′ 27″ O           | Stall                     | Zweigeschossiger Bau unter Satteldach mit Hohlpfannendeckung. Erdgeschoss in unverputztem Backsteinmauerwerk, Obergeschoss in Fachwerk. Errichtet 1882 (i). | 40213429 | BW   |
| Breite Straße 10 52° 56′ 32″ N, 11° 11′ 30″ O          | Wohn-/ Wirtschaftsgebäude | Zweigeschossiges Querdielenhaus in Backsteinmauerwerk, unter Satteldach; straßenseitige Schaufassade weiß verputzt; Dieleneinfahrt links. Errichtet um 1900. | 30872507 | BW   |
| Breite Straße 13 52° 56′ 31″ N, 11° 11′ 26″ O          | Wohnhaus                  | Freistehender zweigeschossiger Backsteinbau mit drei Schaufassaden über rechteckigem Grundriss und unter Walmdach in Schieferdeckung; zweiachsiger straßenseitiger Mittelrisalit mit Ziergiebel und Eingangszone unter vorgelagertem pfeilergetragenen Austritt im Obergeschoss, hier zeitgenössische zweiflügelige Hauseingangstür; reicher Dekor in hellem Zementputz (Sockel, geschosstrennende Gesimse, horizontale Verbänderung, Kranzgesims mit Zierkonsolen sowie Fensterrahmungen und -verdachungen). Auch zeitgenössische Fenster. Errichtet 1895 (i). | 30872468 | BW   |
| Breite Straße 13 52° 56′ 32″ N, 11° 11′ 26″ O          | Stall                     | Langgestrecktes Fachwerkgebäude mit Backsteinausfachung unter Satteldach. Errichtet um 1900. | 40213486 | BW   |
| Breite Straße 13 52° 56′ 33″ N, 11° 11′ 26″ O          | Scheune                   | Langgestrecktes Fachwerkgebäude mit Backsteinausfachung unter Satteldach. Errichtet um 1900. | 40213535 | BW   |
| Breite Straße 16 52° 56′ 31″ N, 11° 11′ 19″ O          | Wohn-/ Wirtschaftsgebäude | Traufständiges Querdielenhaus in Fachwerk mit Backsteinausfachung und unter Halbwalmdach in Hohlpfannendeckung; Querdiele straßenseitig rechts. Errichtet in der Mitte des 19. Jahrhunderts. | 30872154 | BW   |
| Hauptstraße/Breite Straße 52° 56′ 30″ N, 11° 11′ 21″ O | Sankt-Georg-Kirche Bösel  | Das Baujahr der Kirche liegt um 1400, der Turm wurde um 1300 erbaut. Nach einem Brand wurde die Kirche in den Jahren 1882 bis 1883 im neugotischen Stil wiederaufgebaut. | 30872227 |      |
| Hauptstraße/Breite Straße 52° 56′ 30″ N, 11° 11′ 21″ O | Kirchhof                  | Die St.-Georgs-Kirche in Bösel steht gegenüber dem übrigen Dorf leicht erhöht. Die Grünfläche mit altem Baumbestand wird dabei begrenzt um von einer Feldsteinmauer, die die Erhöhung abstützt. | 41408399 | BW   |
| Hauptstraße 1 52° 56′ 30″ N, 11° 11′ 18″ O             | Wohn-/ Wirtschaftsgebäude | Vierständerhaus in Fachwerk mit Backsteinausfachung und unter Halbwalmdach in Hohlpfannendeckung; Wohnende in Backsteinmauerwerk. Giebelständig zur Hauptstraße. Errichtet 1864 (i). | 30872135 | BW   |
| Hauptstraße 2 52° 56′ 29″ N, 11° 11′ 18″ O             | Wohn-/ Wirtschaftsgebäude | Vierständerhaus in Fachwerk mit Backsteinausfachung und unter Halbwalmdach in Schiefer- und Wellasbestzementdeckung. Giebelständig zur Hauptstraße. Errichtet 1848 (i).(i). | 30872449 | BW   |
| Hauptstraße 4 52° 56′ 28″ N, 11° 11′ 18″ O             | Wohn-/ Wirtschaftsgebäude | Vierständerhaus in Fachwerk mit Backsteinausfachung und unter Satteldach. Giebelständig zur Hauptstraße. Errichtet 1848 (i). | 30872407 | BW   |
| Hauptstraße 7 52° 56′ 24″ N, 11° 11′ 18″ O             | Wohn-/ Wirtschaftsgebäude | Giebelständiges Vierständerhaus in Fachwerk mit Backsteinausfachung, teilweise auch Lehmstakung; Satteldach in Hohlpfannendeckung; Halbwalm am Wohnende. Errichtet Mitte des 18. Jahrhunderts. Ehemals Hofanlage Nr. 10. | 30872389 | BW   |
| Hauptstraße 8 52° 56′ 23″ N, 11° 11′ 20″ O             | Wohn-/ Wirtschaftsgebäude | Zweigeschossiger Backsteinbau mit drei Schaufassaden über rechteckigem Grundriss und unter Walmdach in Schieferdeckung; Betonung der Symmetrieachse durch Hauseingang und Zwerchgiebel in der östlichen Dachfläche; Dekor (wie rustizierende Eckverquaderung, horizontale Verbänderung, Konsolen unter auskragendem Dachgesims sowie Tür- und Fensterrahmungen und -verdachungen) in hellem Zementputz. Zeitgenössische zweiflügelige Eingangstür, teilweise zeitgenössische Fenster. Errichtet 1904 (i).                                                       | 30872347 | BW   |
| Hauptstraße 8 52° 56′ 23″ N, 11° 11′ 20″ O             | Stall                     | Langgestreckter Backsteinbau unter Satteldach; giebelständig zur Straße, hier Ausbildung eines Schaugiebels durch dreifache Staffelung. Errichtet um 1900. | 30872326 | BW   |
| Hauptstraße 39 52° 56′ 28″ N, 11° 11′ 23″ O            | Wohn-/ Wirtschaftsgebäude | Vierständerhaus in Ziegelfachwerk und unter Halbwalmdach in Wellasbestzementdeckung. Errichtet in der Mitte des 19. Jahrhunderts nach dem Brand von 1848. | 30872248 | BW   |
| Hauptstraße 39 52° 56′ 28″ N, 11° 11′ 21″ O            | Stall                     | Backsteinbau unter Satteldach mit Aufzugserker und zwei Einfahrtstoren linksseitig und zwei Eingangstüren rechtsseitig. Errichtet um 1900. | 40213643 | BW   |
| Mühlenweg 2 52° 56′ 13″ N, 11° 11′ 19″ O               | Wohn-/ Wirtschaftsgebäude | Giebelständiges Vierständerhaus in Fachwerk mit Backsteinausfachung, unter Halbwalmdach in Hohlpfannendeckung. Errichtet in der Mitte des 19. Jahrhunderts. | 30872209 | BW   |
| Rebenstorfer Weg 1 52° 56′ 28″ N, 11° 11′ 30″ O        | Wohn-/ Wirtschaftsgebäude | Vierständerhaus in Fachwerk mit Backsteinausfachung und unter Krüppelwalmdach in Ziegeldeckung. Breit gelagerter Zwerchgiebel über dem Wohnteil. Errichtet 1847 (i). | 30872190 | BW   |
| Rebenstorfer Weg 1 52° 56′ 28″ N, 11° 11′ 30″ O        | Hofpflasterung            | | 30873014 | BW   |
| Rebenstorfer Weg 14 52° 56′ 28″ N, 11° 11′ 32″ O       | Wohn-/ Wirtschaftsgebäude | Eingeschossiger verputzter Massivbau. Straßenseitiger Mansarddachgiebel mit Fußwalm sowie zweigeschossiger Turm unter schiefergedecktem Glockenhelm, die übrigen Dächer mit Hohlpfannen gedeckt. Sparsame Zierformen in Zementputz. Zeitgenössische Fenster und Türen. Errichtet 1911 (i). | 30871942 |      |
| Rebenstorfer Weg 14 52° 56′ 28″ N, 11° 11′ 34″ O       | Nebengebäude              | Zweigeschossiges Fachwerkgebäude unter Halbwalmdach, das direkt an das jüngere (straßenseitige) Wohnhaus östlich anschließt. Backsteinausfachung. Vermutlich verkürzt und daher Überrest eines älteren Wohn-/Wirtschaftsgebäudes. Aufzugserker, anschließend niedriger Fachwerkbau. Errichtet in der zweiten Hälfte des 19. Jahrhunderts. | 40213771 | BW   |

### Ehem. Baudenkmale
| Lage                                             | Bezeichnung               | Beschreibung                          | ID | Bild |
| ------------------------------------------------ | ------------------------- | ------------------------------------- | -- | ---- |
| Breite Straße 7 52° 56′ 30″ N, 11° 11′ 24″ O     | Wohn-/ Wirtschaftsgebäude |                                       |    | BW   |
| Breite Straße 11 52° 56′ 32″ N, 11° 11′ 29″ O    | Hofanlage                 |                                       |    | BW   |
| Breite Straße 11 52° 56′ 32″ N, 11° 11′ 29″ O    | Wohn-/ Wirtschaftsgebäude |                                       |    | BW   |
| Hauptstraße 3 52° 56′ 28″ N, 11° 11′ 18″ O       | Wohn-/ Wirtschaftsgebäude |                                       |    | BW   |
| Hauptstraße 11 52° 56′ 19″ N, 11° 11′ 19″ O      | Wohn-/ Wirtschaftsgebäude |                                       |    | BW   |
| Hauptstraße 17 52° 56′ 15″ N, 11° 11′ 14″ O      | Wohn-/ Wirtschaftsgebäude |                                       |    | BW   |
| Hauptstraße 33 52° 56′ 16″ N, 11° 11′ 18″ O      | Wohn-/ Wirtschaftsgebäude |                                       |    | BW   |
| Rebenstorfer Weg 13 52° 56′ 27″ N, 11° 11′ 33″ O | Wohn-/ Wirtschaftsgebäude |                                       |    | BW   |
| südlich des Ortes 52° 56′ 7″ N, 11° 11′ 24″ O    | Windmühle                 | die Windmühle gibt es wohl nicht mehr |    | BW   |